# Kunigami (Okinawa)

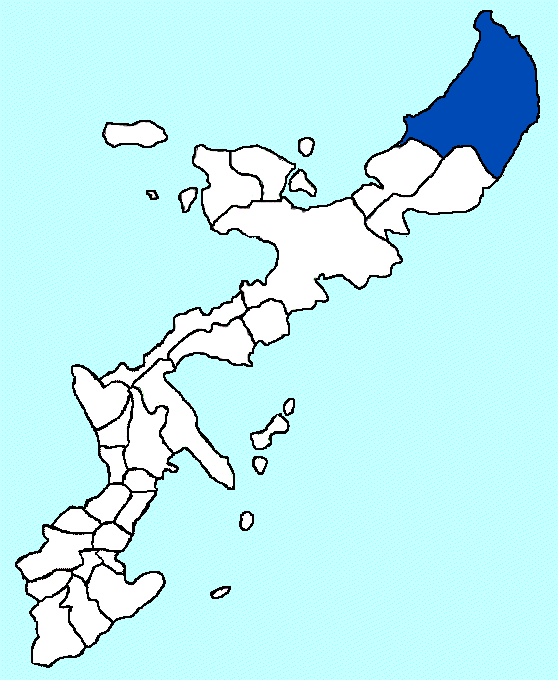
Ubicación de Kunigami en Okinawa.

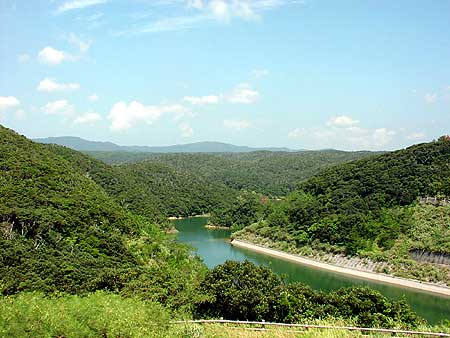
Bosque Yanbaru

Kunigami (Kunigami: [kunzaɴ]; Japonés: 国頭村 -son) es un pueblo ubicado en el distrito de Kunigami, Okinawa, Japón.
A partir de 2003, el pueblo tiene una población estimada de 5.629 y una densidad poblacional de 28,90 habitantes por km². La superficie total es de 194,80 km².
- Wikimedia Commons alberga una categoría multimedia sobre Kunigami.

- Datos: Q1350839
- Multimedia: Kunigami, Okinawa / Q1350839